# Nu!
Nu! är ett studioalbum från 2013 av Marie Fredriksson.

## Låtlista
1. Kom vila hos mig (Mikael Bolyos) - 3:17
2. Det bästa som nånsin kan hända (Mikael Bolyos, Uno Svenningsson) - 3.10
3. Det är nu (Mikael Bolyos, Ulf Schagerström) - 3.51
4. Längtan (Mikael Bolyos) - 3:04
5. Sista sommarens vals (Marie Fredriksson) - 4:04
6. Aldrig längre bort än nära (Mikael Bolyos, Ulf Schagerström) - 2:46
7. Bara 3 ord (Mikael Bolyos, Kenneth Gärdestad) - 3:34
8. Känn dig som hemma (Per Gessle) - 4:17
9. Jag undrar vad du tänker på (Mikael Bolyos) - 2:53
10. Stjärna som brinner (Mikael Bolyos, Johan Kinde) - 3:42
11. I morgon (Mikael Bolyos, Ulf Schagerström) - 3:31
12. Vad vore jag utan dig (Mikael Bolyos) - 2:41

## Medverkande
- Marie Fredriksson - sång
- Mikael Bolyos - piano
- Ola Gustafsson - gitarr
- Christoffer Lundquist - bas, slagverk
- Jens Jansson - trummor

## Listplaceringar
| Lista (2013-2014) | Topplacering |
| ----------------- | ------------ |
| Sverige           | 6            |

### Fotnoter
1. ↑  ”Nu!”. Svensk mediedatabas. 26 februari 2013. http://smdb.kb.se/catalog/id/002973662. Läst 24 januari 2014.
2. ↑  ”Nu!”. Swedishcharts. 26 februari 2013. http://swedishcharts.com/showitem.asp?interpret=Marie+Fredriksson&titel=Nu%21&cat=a. Läst 24 januari 2014.